# Maaseik FC
Maaseik FC is een voormalige Belgische voetbalclub uit Maaseik in Limburg. De club was bij de KBVB aangesloten met stamnummer 941. De club bestond van 1925 tot 2005.

## Geschiedenis
Reeds voor de Eerste Wereldoorlog bestond in Maaseik een club, Maaseik Vooruit. Na de oorlog waren de dagen van FC Koeblaas, de voetbal werd gemaakt van een koeblaas met leer rond.
In 1925 werd dan uiteindelijk Maaseyck FC opgericht. Het lidgeld voor de club bedroeg 1 of 2 frank per seizoen, de prijs van een pint. De club sloot aan bij de Belgische Voetbalbond en ging in de lagere regionale reeksen spelen. In het eerste seizoen werd de club al meteen kampioen.
Het tweede hoogtepunt van de club volgde in het seizoen 1937/38, toen de club ongeslagen kampioen werd in tweede Gewestelijke (het vijfde niveau) en promoveerde naar de Tweede Provinciale of het vierde niveau.
In het seizoen 1941/42 kwam Frans Somers (09/09/1941) de ploeg versterken en een jaar later nog drie spelers uit Lier namelijk Frans Van den Brande (11/08/1942) en een week vroeger ook Frans Van Horen (04/08/1942) en Jules Van Orshaegen (04/08/1942).Die laatste was nog B-Internationaal. Maaseik werd kampioen met vier punten voorsprong op Vroenhoven VV en promoveerde naar Nationale Bevordering, dat toen nog de Derde Klasse was. Na twee seizoenen zakte Maaseik na de oorlog echter weer naar de provinciale reeksen, en ging Van Orshaegen weg en kwam Lierenaar Frans Van der Kuylen in zijn plaats als topschutter.Maaseik zelf zou nooit meer zo hoog spelen. Eind jaren 40 zakte de club zelfs verder naar Tweede Gewestelijke Provinciale (niveau vijf). In het seizoen 1957/58 promoveerde de club naar Eerste Provinciale dat nu het vijfde niveau is sinds 1952.Toen  ontstond ook de Vierde Klasse.
De jaren 60 brachten geen verbetering voor de club die wegzakte naar de Derde Provinciale. Het was toen moeilijk om een voltallige ploeg te vinden en het supportersaantal was geslonken tot 50 toeschouwers per wedstrijd.
Eind jaren 60 werd er weer wat geld in het voetbal gestoken. Na de wedstrijd moesten de spelers zich niet meer wassen in de Bosbeek met water dat opgewarmd werd op een stoof. De club kreeg een nagelnieuwe kantine met moderne kleedkamers en douches. Maar toen werd de club door FC Molenbeersel beschuldigd van omkoping van de scheidsrechter tijdens een wedstrijd waarin Maaseik aan de rust met 5-0 voor stond. De klacht werd gegrond verklaard door de voetbalbond; in plaats van te promoveren naar de Tweede degradeerde de club naar de reservecompetitie.
Na de hel van de reservencompetitie en de Derde Provinciale promoveerde de club na het seizoen 1972/73 weer naar de Tweede Provinciale. In 1977/78 stootte men weer door naar Eerste Provinciale. Daar was de club niet zo succesvol maar in 79/80 geraakte de club wel een eind ver in de Belgische Beker en werd door eersteklasser FC Winterslag geëlimineerd met een krappe 0-1-overwinning. Een jaar later werd de club tweede, maar miste promotie naar Bevordering.
In 1983 degradeerde de club opnieuw maar kon na één seizoen terugkeren. In 1987 was het weer voorbij en na 3 seizoenen verzeilde de club opnieuw in Derde Provinciale.
Het seizoen 1991/92 was er eentje om in te kaderen voor de club. Maaseik haalde 58 punten op 60 (in toen nog een systeem met twee punten voor een zege). Midden jaren 90 verhuisde de club naar een nieuw stadion en was bijna elk jaar titelkandidaat. Een keer haalde de club zelfs bijna promotie via de interprovinciale eindronde, maar omdat er een Waalse club verdween diende Jeunesse Arlonnaise een klacht in en vond dat een andere Waalse club de plaats moest innemen. RLC Hornu promoveerde in de plaats van Maaseik. Enkele seizoenen later promoveerde de club wel maar degradeerde onmiddellijk. Door het vele geld dat in de club was gepompt, had de club te kampen met financiële problemen en uiteindelijk ging men failliet. De club fusioneerde in 2005 met Neeroeteren FC, dat met stamnummer 2426 speelde. De fusieclub heette Eendracht Neeroeteren-Maaseik en speelde verder met het stamnummer 2426 van Neeroeteren. De fusieclub werd in het eerste seizoen kampioen in Tweede Provinciale en doopte zijn naam om in Real Neeroeteren-Maaseik FC. Het stamnummer 941 van Maaseik FC was definitief geschrapt.
Enkele tijd hierna nam Wurfeld SL. de locatie over op de Sportlaan. De club werd op 13 juli 1963 boven het doopvont gehouden onder de naam Voetbalclub Wurfeld SL en speelde in de clubkleuren blauw-wit. 
In 2014 deed de club een naamswijziging met respect voor de 'roots' van Wurfeld SL. De club ging verder onder de naam SLW Maaseik met stamnummer 06888 en speelt in de clubkleuren rood-groen.
De club speelde in 4de provinciale en wist in 2016-2017 te promoveren naar 3de provinciale. Daar zijn ze ook in seizoen 2020-2021 nog actief.